# 曼紐·阿方索·祖利亞
曼紐·阿方索·祖利亞（1991年11月14日—），現於巴西的盧維丹斯踢球。

## 外部連結
- （日語） 阿方索資料 （页面存档备份，存于）